# De godvruchtige avondmaalganger

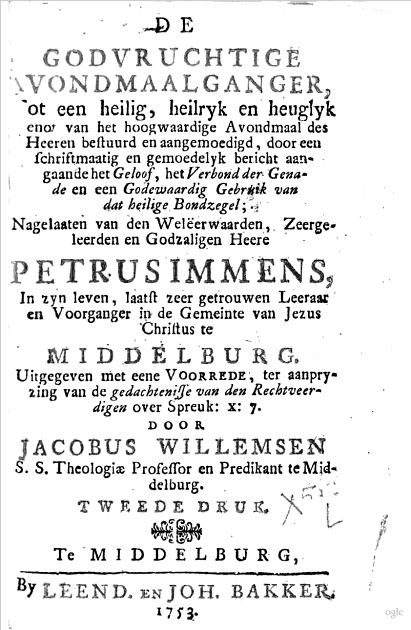
Titelblad van de tweede druk van "De godvruchtige avondmaalganger" (1753)

De godvruchtige avondmaalganger is een boek van de piëtistische predikant Petrus Immens (1664-1720) over de aspecten die bij het Heilig Avondmaal aan de orde komen. Het boek werd pas na zijn dood in 1752 voor de eerste maal gepubliceerd. De in dit boek opgenomen godsdienstoefeningen waren uitgeschreven door Jacoba Petronella Winckelman. In de jaren na de eerste verschijning verschenen er ten minste elf herdrukken van het boek. In 2014 verscheen een hertaalde versie van de 4e druk.